# Rocket from the Crypt
I Rocket from the Crypt sono una band alternative rock statunitense formatosi a San Diego, California nel 1990.

## Storia del gruppo
Dopo lo scioglimento del gruppo post-hardcore Pitchfork nel 1990 il cantante/chitarrista Speedo formò sia i Rocket from the Crypt sia i Drive Like Jehu, i quali si scioglieranno nel 1995 a causa del maggior successo dei Rocket. La formazione originale era composta da Reis, dal chitarrista ND, dal bassista Petey X, dal batterista Sean e dalla voce d'accompagnamento Elaina. La band scelse il nome prendendo "spunto" dal nome di un gruppo proto-punk degli anni settanta, i Rocket from the Tombs. Con questa formazione (durata sei mesi) è stato registrato e pubblicato l'album di debutto, Paint as a Fragrance. Quando Sean ed Elaina hanno deciso d'andarsene da San Diego è entrato nella band il batterista Adam Willard, il quale "adotterà" il nome di Atom.
Sempre nel 1991 entra nei Rocket Apollo 9 come sassofonista.
Il secondo album, Circa: Now! è stato pubblicato nel 1992, seguito dal primo tour del gruppo e dall'ingresso di JC 2000 in qualità di trombettista.
Nella fine dell'anno la band fu al centro di una "guerra" fra varie case discografiche perché volevano contrattualizzarli. Alla fine firmarono il contratto discografico con la Interscope Records, anche se per il gruppo rimane la possibilità di registrare per altre case, come accaduto per la compilation All Systems Go del 1993.
Nel 1995 viene pubblicato il primo EP del gruppo, The State of Art is on Fire, seguito dal terzo album studio, Hot Charity. Il tour promozionale è stato un tour gratuito di sei settimane. Successivamente sempre nel 1995 viene pubblicato Scream, Dracula, Scream!, quarto album studio.
Tre anni dopo viene pubblicato RFTC, album che riesce a ottenere vendite solo discrete ed il contratto con la Interscope viene sciolto.
Il gruppo prova quindi a "risollevarsi" pubblicando Cut Carefully and Play Loud ma a causa di tensioni fra i membri il batterista Atom Willard decide di lasciare la band nei primi mesi del 2000.
Speedo fondò successivamente la casa discografica Swami Records con la quale venne pubblicata una nuova compilation formata da rarità musicali della band, All Systems Go 2.
Successivamente, sempre nel 2000, la band venne contrattualizzata dall'etichetta indipendente Vagrant Records ed iniziò a lavorare sull'album Group Sounds, con il batterista Jon Wurster per l'occasione. Al posto di Willard venne reclutato Ruby Mars. Group Sounds venne pubblicato nel 2001 e ricevette recensioni positive.
Nel 2002 il gruppo pubblica l'ultimo album-studio, Live from Camp X-Ray.
Tre anni dopo, nel 2005 la band tenne l'ultimo concerto nella notte di Halloween a San Diego, il quale è stato filmato e pubblicato successivamente in DVD nel 2008 nell'album R.I.P..
Sempre nel 2008 è stato anche pubblicato l'album All Systems Go 3.

## Formazione
- Speedo - chitarra e voce (1990 - 2005)
- Petey X - basso e voce d'accompagnamento (1990 - 2005)
- ND - chitarra e voce d'accompagnamento (1990 - 2005)
- Elaina - voce d'accompagnamento (1990 - 1991)
- Sean - batteria (1990 - 1991)
- Atom Willard - batteria (1991 - 2000)
- Apollo 9 - sassofono e voce d'accompagnamento (1991 - 2005)
- JC 2000 - tromba e voce d'accompagnamento (1992 - 2005)
- Ruby Mars - batteria (2001 - 2005)

## Discografia

### In studio
- Paint as a Fragrance (1991)
- Circa: Now! (1992)
- Hot Charity (1994)
- Scream, Dracula, Scream! (1995)
- RFTC (1998)
- Group Sounds (2001)
- Live from Camp X-Ray (2002)

### Live
- R.I.P. (2008)

### Compilation
- All Systems Go (1993)
- All Systems Go 2 (1999)
- All Systems Go 3 (2008)

### EP
- The State of Art is on Fire (1995)
- Cut Carefully and Play Loud (1999)

### Apparizioni in compilation
- Lose Your Illusions, Vol. 1 (1998)